# Frans Alexander van Nassau-Hadamar
Frans Alexander van Nassau-Hadamar (Hadamar, 27 januari 1674 - aldaar, 27 mei 1711). Hij was de enige overlevende zoon van Maurits Hendrik van Nassau-Hadamar en diens tweede echtgenote Maria Leopoldina van Nassau-Siegen. Hij volgde zijn vader in 1679 op als vorst van Nassau-Hadamar. Hij was in 1695 gehuwd met Elisabeth Catharina (1677-1739), dochter van Willem van Hessen-Rheinfels-Rotenberg, en was de vader van:
- Francisca Maria Anna Wilhelmina van Nassau-Hadamar (16 september 1696 - 18 juni 1697)
- Elisabeth van Nassau-Hadamar (21 september 1698 - Roermond, 2 oktober 1724) was een non in Thorn en in Essen.
- Jozef Hugo van Nassau-Hadamar (18 april 1701 - 6 december 1708)
- Charlotte Wilhelmine Amalie Alexandrina van Nassau-Hadamar (21 september 1703 - 25 september 1740). Zij trouwde op 29 september 1721 met Jean-Philippe-Eugène de Merode.

Omdat hij stierf zonder mannelijke erfgenaam, werd Nassau-Hadamar na de dood van Frans weder verenigd met Nassau-Dillenburg. Frans Alexander is bijgezet in de Grafkelder van Nassau-Hadamar, zijn echtgenote in de kerk van St.Martinsconvent te Boppard.

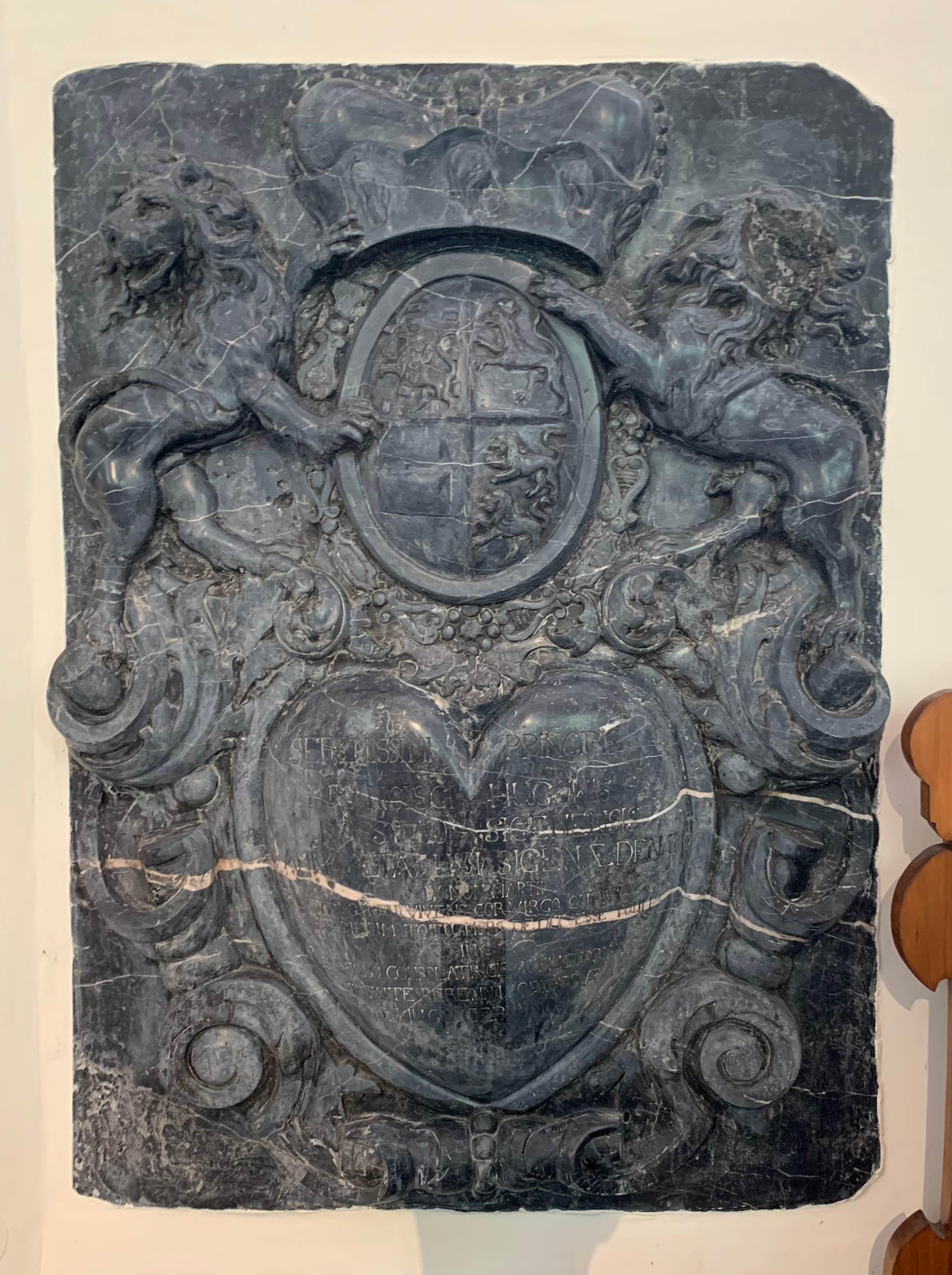
epitaaf van Frans Alexander
wapen van Frans Alexander